# Econometrie
Econometrie is de discipline binnen de economische wetenschap die zich richt op het kwantificeren (het in getallen uitdrukken) van de relaties tussen economische grootheden. Econometrie kan het beste worden omschreven als de wetenschap van het economisch modelleren, waarbij een groot beroep wordt gedaan op technieken uit de wiskunde, de waarschijnlijkheidsrekening en de statistiek. Informatica neemt een belangrijke plaats in, zowel bij het ontwerp als bij het toetsen en gebruiken van econometrische modellen.
Met behulp van technieken uit de econometrie kunnen economische theorieën worden getoetst en kan de sterkte van economische verbanden worden geschat. Dat gebeurt aan de hand van verzamelde gegevens over de economische grootheden waarvan de samenhang wordt onderzocht. Zo kan bijvoorbeeld met econometrische technieken worden verworpen dat een vraagcurve naar boven loopt (dat wil zeggen: bij een hogere prijs neemt de vraag toe), wat volgens de economische theorie slechts bij uitzondering voorkomt. Daarnaast kan met behulp van econometrische technieken ook een numerieke waarde aan deze vraagcurve worden gegeven (die aangeeft hoe sterk de vraag verandert als de prijs stijgt). De resultaten zijn daarbij altijd aan onzekerheid onderhevig. Zo kan er in het model iets belangrijks ontbreken of kunnen de gegevens onnauwkeurig zijn. Tevens wordt verondersteld dat het gedrag van economische subjecten ook voor een deel door toeval wordt bepaald.

## Analyses
Econometrische analyse kan worden onderverdeeld in tijdreeksanalyse en dwarsdoorsnede-analyse. Bij tijdreeksanalyse wordt een studie gemaakt van variabelen over de tijd, zoals het korte-termijn-effect van de rente op de rijksuitgaven. Bij cross-sectie analyse worden relaties tussen verschillende variabelen op een bepaald tijdstip geanalyseerd (zoals gebeurt bij een marktonderzoek). Wanneer tijdreeksanalyse en cross-sectie analyse op een vaste steekproef worden gecombineerd, spreekt men van  paneldata-analyse, bijvoorbeeld bij tijdreeksen voor een vaste groep ondervraagde Nederlanders. Bij een wisselende steekproef spreekt men van pooled cross-sectie-analyse.
De eerste invloedrijke econometrist was de Leidse natuurkundige Jan Tinbergen, hoogleraar bij de Nederlandsche Economische Hoogeschool (de huidige Erasmus Universiteit Rotterdam). Tinbergen kwantificeerde de conjunctuur in dynamische modellen voor data uit de macro-economie. Tinbergen ontving in 1969 samen met Ragnar Frisch de eerste Prijs van de Zweedse Rijksbank voor economie.

## Nobelprijs voor Economie
Econometristen die de Prijs van de Zweedse Rijksbank voor economie wonnen:
- 2021: Guido Imbens, Joshua Angrist en David Card
- 2015: Angus Deaton
- 2013: Eugene Fama, Lars Peter Hansen en Robert Shiller
- 2012: Alvin Roth en Lloyd Shapley
- 2011: Thomas Sargent en Christopher Sims
- 2005: Thomas Schelling en Robert Aumann
- 2003: Robert Engle en Clive Granger
- 2002: Daniel Kahneman en Vernon L. Smith
- 2000: James Heckman en Daniel McFadden
- 1997: Robert C. Merton en Myron Scholes
- 1994: John Forbes Nash jr.
- 1989: Trygve Haavelmo
- 1981: James Tobin
- 1980: Lawrence Klein
- 1975: Tjalling Koopmans
- 1969: Jan Tinbergen en Ragnar Frisch

## Studie econometrie
Nederland
In Nederland kan econometrie worden gestudeerd aan de volgende universiteiten: Erasmus Universiteit Rotterdam, Universiteit van Amsterdam, Rijksuniversiteit Groningen, Tilburg University, Universiteit Maastricht en de Vrije Universiteit.
De studie econometrie kent de volgende onderrichtingen:
- Wiskundige economie – het met behulp van wiskundige technieken beschrijven en verklaren van economische principes, zoals inflatie, werkloosheid, enzovoort
- Bedrijfseconometrie – econometrie toegepast op vraagstukken uit het bedrijfsleven
- Algemene econometrie – analyse van de algemene economie
- Theoretische econometrie – de theorie achter de econometrie
- Operationeel onderzoek – het bepalen van optimale oplossingen
- Quantitative finance – het analyseren en voorspellen van bijvoorbeeld aandelen of risico's

Vlaanderen
In Vlaanderen komt het vak econometrie voor in de meeste afstudeerrichtingen van de Master in de Economie aan alle Vlaamse universiteiten. Als afzonderlijke opleiding komt het voor onder de naam beleidsinformatica, wat niet helemaal hetzelfde is, maar wel grotendeels overlapt met de econometrie. Beleidsinformatica wordt onder meer aangeboden aan de Universiteit Gent, de Katholieke Universiteit Leuven, de Universiteit Antwerpen en de Universiteit Hasselt.